# 舊紹姆波利
46°50′41″N 30°46′40″E / 46.84472°N 30.77778°E
舊紹姆波利（烏克蘭語：Старі Шомполи）是位於烏克蘭西南部的村莊，由敖德萨州敖德萨区的多布羅斯拉夫市鎮負責管轄。該村始建於1835年，面積1.07平方公里，海拔高度64米，2001年人口736，人口密度每平方公里687.85人。